# Henda Ducados
Henda Ducados Pinto de Andrade (* 14. Juli 1964 in Rabat, Marokko) ist eine französisch-angolanische Frauenaktivistin und Entwicklungsexpertin. Seit 2010 leitet Ducados die Außenkommunikation der angolanischen Filiale des französischen Ölkonzerns Total.

## Leben

### Jugend und Ausbildung
Henda Ducados Pinto de Andrade wurde am 14. Juli 1964 in Rabat geboren, wo ihr Vater Mário Pinto de Andrade, bekannter Widerstandskämpfer gegen die portugiesische Kolonialmacht in Angola und gewählter Vorsitzender der angolanische Befreiungsbewegung MPLA seit 1960, als Koordinator der Conferência das Organizações Nacionalistas das Colónias Portuguesas (CONCP) tätig war. Ziel der 1961 in Casablanca gegründeten CONCP war es die Unabhängigkeitsbewegungen in den portugiesischen Kolonien Afrikas miteinander zu verbinden und einander zu unterstützen. Ihre Mutter, Sarah Maldodor, war eine französische Filmemacherin guadeloupischen Ursprungs. Neben Henda hatte das Paar auch eine weitere Tochter, Annouchka de Andrade.
1966 zog die Familie nach Algier (Algerien), wo sie von der algerische Unabhängigkeitsbewegung FLN aufgenommen wurde. Der algerische Präsident Ben Bella stellte der Familie eine Residenz in Bab El Oued, einem Vorort von Algier, zur Verfügung. Während Ducados' Vater bei der FLN tätig war und versuchte aus Algerien heraus die MPLA in Angola zu unterstützen, produzierte ihre Mutter Filme für die Armee der FLN. Unter anderem arbeitete sie mit Gillo Pontecorvo am Film Schlacht um Algier. Im Jahr 1970 kam es zu einem Vorfall zwischen ihr und einem Armeegeneral der FLN, der zu einer Verhaftung und einer anschließende Ausweisung führte. Daraufhin zog die Mutter mit ihren beiden Töchtern in den Pariser Vorort Saint-Denis, wo Ducados die Grund- und Sekundarschule besuchte. Ihr Vater, Pinto de Andrade, blieb derweil zurück. Nachdem dieser sich mit der MPLA zerstritten hatte, lebte er in verschiedenen ehemaligen portugiesischen Kolonien Afrikas – die gesamte Familie sah sich nur selten, meist an den Arbeitsorten des Vaters.

### Pionierin für Mikrokredite in Angola
In den 1980er Jahren entschied sich Henda Ducados für eine Karriere als Tänzerin und zog nach Chicago, wo sie eine Ausbildung zur Tänzerin absolvierte. Nach zwei Jahren Ausbildung gelang es Ducados jedoch nicht eine Beschäftigung als Tänzerin zu finden. Daraufhin schrieb sie sich an der Loyola-Universität ein, an der sie bis 1992 Wirtschaftswissenschaften (auf Bachelor) studierte. 1990, als ihr Vater Mário Pinto de Andrade verstarb, besuchte sie anlässlich seiner Beisetzung erstmals das Geburtsland ihres Vaters, Angola.
Bereits während ihres Studiums an der Loyola-Universität begann Ducados sich für das in Bangladesch erfolgreiche, von der Grameen Bank entwickelte Prinzip der Mikrokredite zu interessieren. Ducados entschied sich 1992, nach Angola zu ziehen, wo sie zunächst Portugiesisch lernte und die Familie ihres Vaters kennenlernte, um anschließend ein Mikrokredit-Pilotprojekt für eine NGO anzuleiten. Ducados erhielt ein Stipendium, um in Bangladesch vor Ort das Prinzip der Mikrokredite zu studieren. Ducados gründete anschließend 1998 das Rede Mulher (Frauennetzwerk), eine Austausch- und Vernetzungsplattform für Frauen in Angola.
Parallel vertiefte sie ihr Studium in Wirtschafts- und Entwicklungswissenschaft mit einem Fokus auf Mikrokredite im Rahmen eines Masters am Institute for Development Studies an der University of Sussex, den sie 1998 abschloss. Dem fügte sie bis 2001 eine Promotion (MPhil) im Fach „Gender and Development“ an der London School of Economics and Political Science an, die Arbeit trägt den Titel „Women in War-Torn Societies: A Study of Households in Luanda's Peri-Urban Areas“ (zu Deutsch: Frauen in Nachkriegsgesellschaften: Eine Studie zu Haushalten in semi-urbanen Teilen Luandas).

### Wechsel zu Total
2001 erhielt Ducados zudem einen Ruf für die stellvertretende Leitung des durch die Weltbank finanzierten Social Action Fund. 2008 (oder 2010) wechselte sie zur angolanische Filiale des Ölkonzerns Total, deren Außenkommunikation sie übernahm und bis heute leitet.

## Werke
- An All Men's Show? Angolan Women's Survival in the 30-Year War, in: Women and the Aftermath, Ausgabe 43, 2000, Seiten 11–22
- mit Kajsa Pehrsson, Gabriela Cohen und Paulette Lopes. Towards gender equality in Angola: a profile on gender relations. Sida, Stockholm 2000. ISBN 9158689907.
- mit Naiole Cohen dos Santos: Beyond inequalities: women in Angola: a profile of women in Angola. 2000. ISBN 0797417508.
- Pinto de Andrade: Um olhar intimo. Chá de Caxinde, Luanda 2009. ISBN 9789728934859